# Bemus Point
Bemus Point es una villa ubicada en el condado de Chautauqua en el estado estadounidense de Nueva York. En el año 2000 tenía una población de 340 habitantes y una densidad poblacional de 305 personas por km².

## Geografía
Bemus Point se encuentra ubicada en las coordenadas 42°9′46″N 79°23′28″O / 42.16278, -79.39111.

## Demografía
Según la Oficina del Censo en 2000 los ingresos medios por hogar en la localidad eran de $33,333, y los ingresos medios por familia eran $46,250. Los hombres tenían unos ingresos medios de $37,708 frente a los $25,625 para las mujeres. La renta per cápita para la localidad era de $19,943. Alrededor del 7.6% de la población estaban por debajo del umbral de pobreza.